# Número quântico magnético
Em física atômica, o número quântico magnético é o terceiro da série de números quânticos (o número quântico principal, o número quântico secundário, o número quântico magnético e o número quântico de spin) que descreve o estado quântico único de um elétron e é designado pela letra m. O número quântico magnético denota os níveis de energia disponíveis dentro de uma subcamada.

## Derivação
Existe uma série de números quânticos associados aos estados de energia de um átomo. Os quatro números quânticos n, l, m e s especificam o estado completo e único de um único elétron no átomo chamado função de onda ou orbital atômico. A função de onda da Equação de Schrödinger se reduz a três equações que, quando resolvidas, levam aos três primeiros números quânticos. Portanto, as equações para os primeiros três números quânticos estão todas relacionadas. O número quântico magnético surge na solução da parte azimutal da equação de onda.
O número quântico magnético associado com o estado quântico é denominado m. O número quântico m se refere vagamente à direção do momento angular do vetor. O número magnético m não afeta a energia do elétron, mas afeta a nuvem eletrônica.